# Parafia Matki Bożej Różańcowej w Olsztynie
Parafia Matki Bożej Różańcowej w Olsztynie – rzymskokatolicka parafia w Olsztynie, należąca do archidiecezji warmińskiej i dekanatu Olsztyn Północ. Została utworzona 15 lutego 1978. Kościół parafialny mieści się przy ulicy Żytniej. Parafię prowadzą księża diecezjalni.